# Sebastián Rocco
Sebastián Alejandro Rocco Melgarejo (ur. 26 czerwca 1983 w San Felipe) – chilijski piłkarz pochodzenia włoskiego występujący na pozycji obrońcy. Zawodnik klubu Cobreloa, do którego jest wypożyczony z Club Necaxa.

## Kariera klubowa
Rocco zawodową karierę rozpoczynał w 2001 roku w zespole Unión San Felipe. Jego barwy reprezentował przez 2 sezony. W 2003 roku trafił do Santiago Wanderers, gdzie spędził jeden sezon. W 2004 roku odszedł z kolei do CD Temuco. Po roku wrócił jednak do Santiago Wanderers. Tym razem grał tam przez 3 sezony.
W 2008 roku Rocco podpisał kontrakt z meksykańskim zespołem Club Necaxa. Przed debiutem w jego barwach, został jednak wypożyczony do chilijskiego Audax Italiano.
W tym samym roku przeszedł na wypożyczenie do argentyńskiej Gimnasii Jujuy. W Primera División Argentina zadebiutował 10 sierpnia 2008 roku w przegranym 0:4 pojedynku z Boca Juniors. Przez rok w barwach Gimnasii rozegrał 19 spotkań.
W 2009 roku Rocco wypożyczono z Necaxi do ojczystego Evertonu Viña del Mar. Spędził tam jeden sezon, a w 2010 roku trafił na wypożyczenie do ekipy Cobreloa. Ligowy debiut zaliczył tam 14 lutego 2010 roku w zremisowanym 1:1 meczu rozgrywek Primera División de Chile przeciwko Universidadowi de Concepción.

## Kariera reprezentacyjna
W reprezentacji Chile Rocco zadebiutował 26 kwietnia 2006 roku w wygranym 4:1 towarzyskim meczu z Nową Zelandią, w którym strzelił także gola. W 2007 roku został powołany do kadry na Copa América. Na tamtym turnieju, zakończonym przez Chile na fazie grupowej, zagrał tylko w pojedynku z Meksykiem (0:0).